# Demodeciodoza
Demodeciodoza, demodecjodoza, demodekoza (łac. demodicidosis) – choroba skóry wywoływana przez nużeńce Demodex folliculorum i Demodex brevis. 
Nużeńce często nie wywołują objawów lub objawy te są bardzo nieznaczne. Mogą to być wykwity rumieniowo-grudkowo-guzkowe na skórze nosa i policzków, świąd o niewielkim nasileniu.
Jako lek pierwszego rzutu stosuje się maści z metronidazolem (skuteczność 10%).
W razie nieskuteczności tej terapii włącza się leki II rzutu, m.in.:
- kseroform czysty (100%) oraz maść kseroformową
- żółtą maść rtęciową (skuteczność 37%)
- kremy z permetryną i iwermektyną
- olejki eteryczne.

## Klasyfikacja ICD10
| kod ICD10     | nazwa choroby                                         |
| ------------- | ----------------------------------------------------- |
| ICD-10: B88.0 | Zapalenie skóry wywołane przez gatunek Demodex        |
| ICD-10: H03.0 | Zapalenie skóry powiek wywołane przez gatunek Demodex |